# Peristichia toreta
Peristichia toreta is een slakkensoort uit de familie van de Pyramidellidae. De wetenschappelijke naam van de soort is voor het eerst geldig gepubliceerd in 1889 door Dall.